# Ceramica Flaminia-Bossini Docce
Ceramica Flaminia-Bossini Docce (UCI Team Code: FLM) er et professionelt continentalt cykelhold med oprindelse i Italien, som deltager i UCI Continental Circuits løb og UCI ProTour løb, når holdet opnår wildcard.
Holdet deltager i det danske cykelløb, Post Danmark Rundt i 2009.